# Mario Tagarao
Mario Tagarao (Mauban, 29 juli 1932 - 23 april 1990) was een Filipijns politicus. Tagarao was burgemeester van Lucena van 1963 tot 1986 en lid van het Filipijns Huis van Afgevaardigden namens het 2e kiesdistrict van Quezon van 1987 tot 1990.

## Biografie
Mario Tagarao werd geboren op 29 juli 1932 in Mauban in de Filipijnse provincie Quezon. Hij was een zoon van Agapito Tagarao en Joaquina Lupisan. Na het behalen van zijn middelbare schoolopleiding, studeerde Tagarao rechten aan de university of the Philippines. In 1956 voltooide hij deze bachelor-opleiding. Tevens slaagde hij in datzelfde jaar voor het toelatingsexamen (bar exam) van de Filipijnse balie.
Tagarao was lid van de provinciale raad van Quezon voor hij in 1963 voor de eerste maal werd gekozen tot burgemeester van de stad Lucena. Hij vervulde deze positie daarna gedurende 25 jaar tot 1986. Bij de eerste verkiezingen na de val van Marcos door de EDSA-revolutie in 1987 werd Tagarao gekozen als afgevaardigde in het Filipijns Huis van Afgevaardigden namens het 2e kiesdistrict van Quezon. Hij overleed in 1990, nog voor het eind van zijn termijn, op 57-jarige leeftijd. Tagarao was getrouwd met Marita Gala en kreeg met haar vier kinderen.